# Jean-Claude Montredon
Jean-Claude Montredon (* 23. September 1949 in Fort-de-France; † 6. April 2025 in Paris) war ein französischer Jazzmusiker (Schlagzeug, Perkussion).

## Leben und Wirken
Montredon, der aus Martinique stammte, war Autodidakt und trommelte seit seinem zwölften Lebensjahr. Er begleitete den Pianisten Marius Cultier, der sein Mentor war und ihn später mit Miles Davis bekannt machte, auf der Expo 67 in Montreal. Er arbeitete ab den 1980er-Jahren in der Jazzszene Frankreichs u. a. mit dem Saxophonisten Doudou Gouirand, mit dem 1981 erste Aufnahmen entstanden (Islands). Zu hören ist er auch auf dessen LP Mouvements Naturels, eingespielt mit Musikern wie Chris McGregor, Pierre Dørge, Michel Benita und Johnny Mbizo Dyani. Außerdem gehörte er zur französischen Ausgabe von Chris McGregors Brotherhood of Breath (Yes Please) und zum Quintett von Didier Levallet (Ostinato). Montredon arbeitete auch mit Archie Shepp und Alain Jean-Marie zusammen, weiterhin mit Gonzalo Rubalcaba, Monty Alexander, Randy Weston und Eddy Louiss.
Nach einer 50-jährigen Karriere veröffentlichte Montredon ein erstes Album unter seinem eigenen Namen, Diamant H2O, das er 2017 im Club New Morning und auf TSFJAZZ vorstellte. Im Bereich des Jazz war er laut Tom Lord zwischen 1981 und 2015 an 14 Aufnahmesessions beteiligt, auch mit Roland Brival, der West Indies Jazz Band, Florence Antraygues, Bobby Few, Lucien Joly, Dominique Gaumont und Patrice Caratini. Er starb am 6. April 2025 im Alter von 75 Jahren nach langer Erkrankung in einem Pariser Krankenhaus.

## Diskographische Hinweise
- Alain Jean-Marie: Biguine Reflections II (Declic, 1996), mit Eric Vinceno
- Alain Jean-Marie: Biguine Reflections - Serenade (BMG, 1999)
- Alain Jean-Marie: Biguine Reflections : Delirio (Universal, 2000)
- Various Artists: Tropical Jazz Trios. Live au CMAC Atrium (2001), mit Alex Bernard, Jacky Bernard, Mario Canonge, Alain Jean-Marie, Jean-Claude Montredon, Dominique Bougrainville, Jean-Philippe Fanfant, Nycol Bernard
- Diamant H2O (2015), mit Stéphane Belmondo, Jon Handelsman, Alain Jean-Marie, Michel Alibo